# 卡斯托里亚
卡斯托里亚（希臘語：Καστοριά）是希腊西马其顿大区卡斯托里亚专区的市镇。市镇面积为763.3平方公里，2021年人口数量为33,095人。
市镇中心位于卡斯托里亚湖西岸。城市得名于希腊语单词，意为“河狸”。该市皮革业兴盛，为希腊皮革产业中心。历史悠久，拥有众多拜占庭时期和奥斯曼时期的教堂和建筑。
现今范围的市镇设立于2011年地方政府改革中，由原9个市镇合并而成，原市镇则成为此市镇的9个市区。卡斯托里亚市区（即原卡斯托里亚市镇）的面积为57.3平方公里，2021年人口数量为16,393人。

## 人口数据

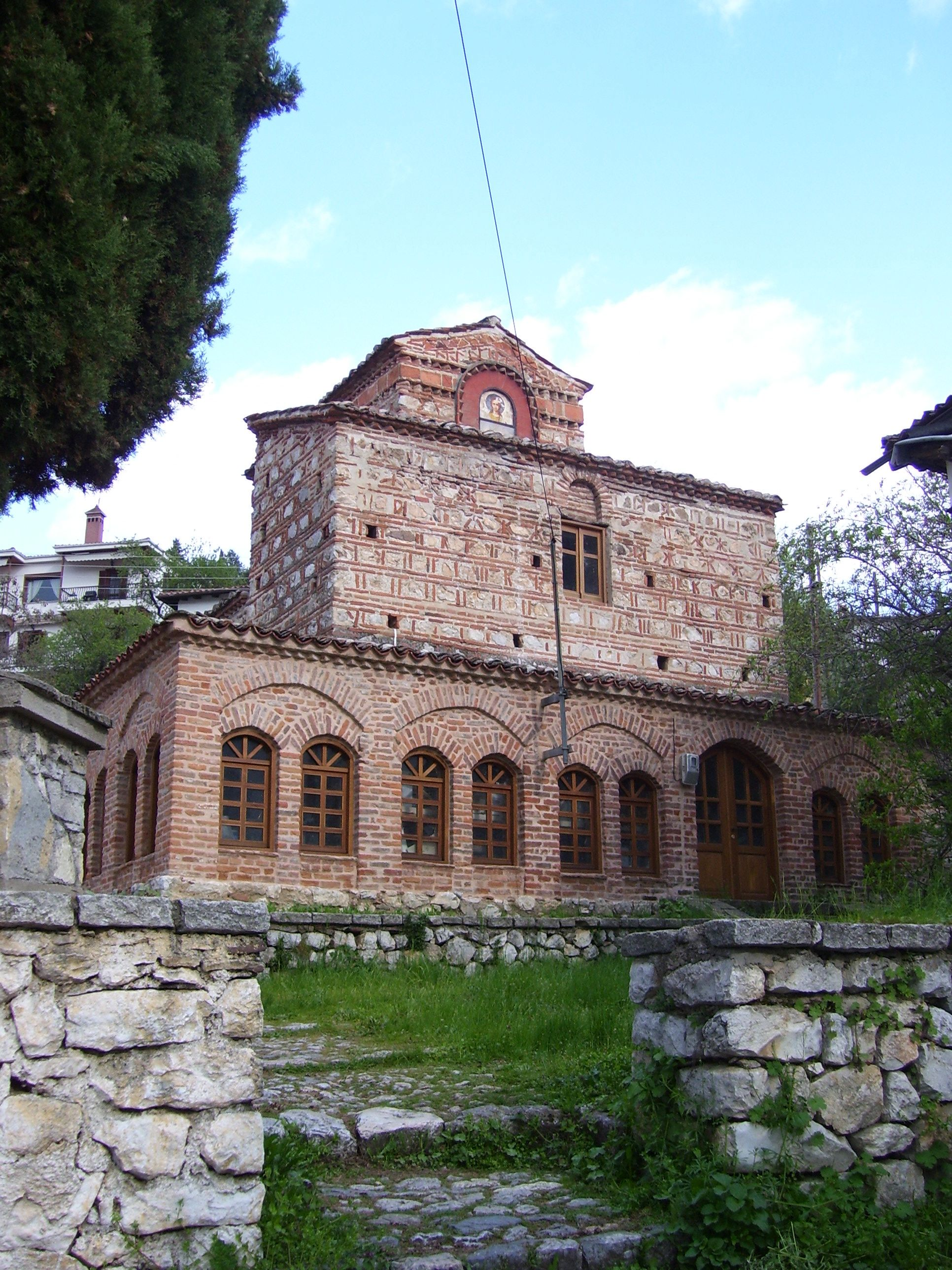
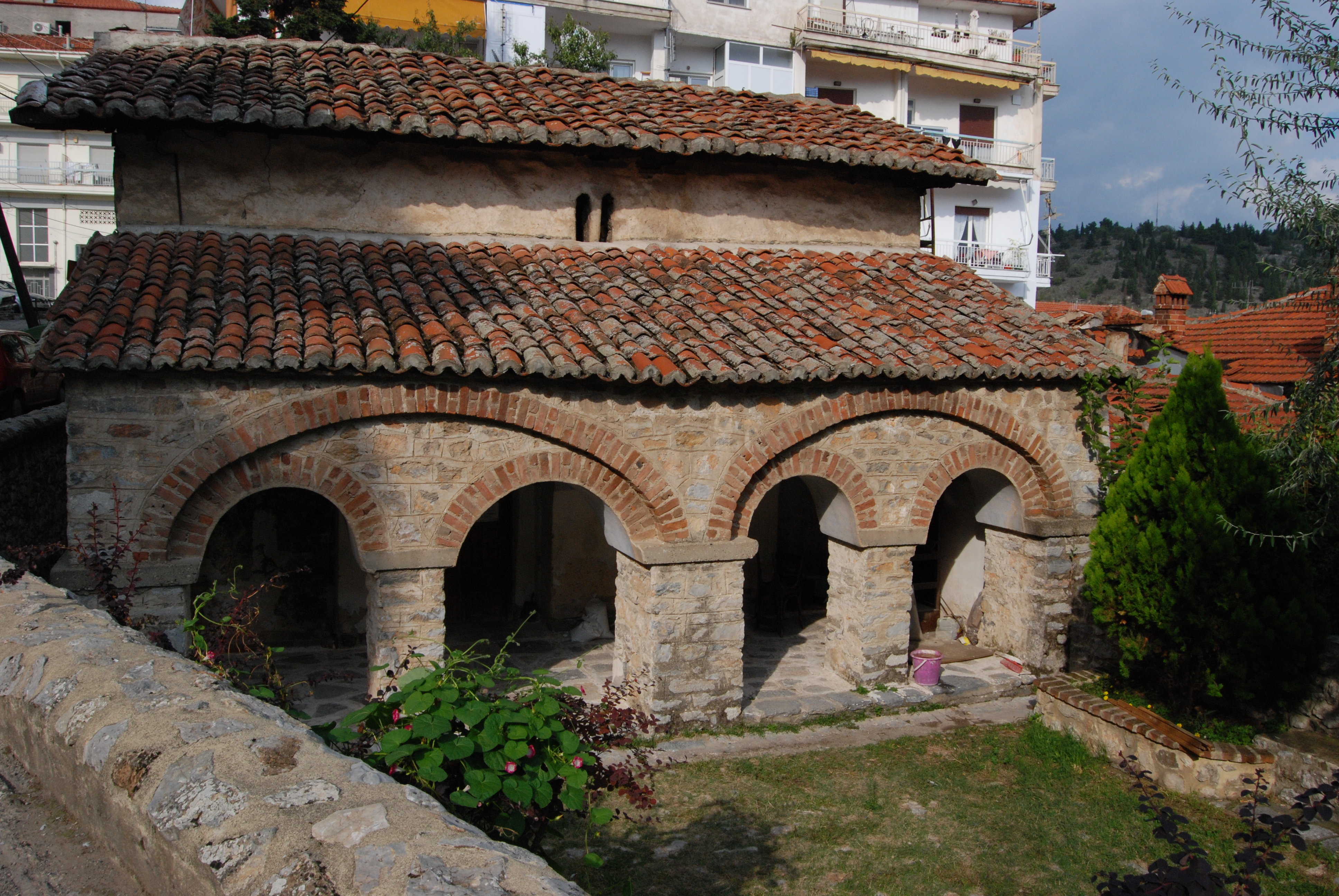
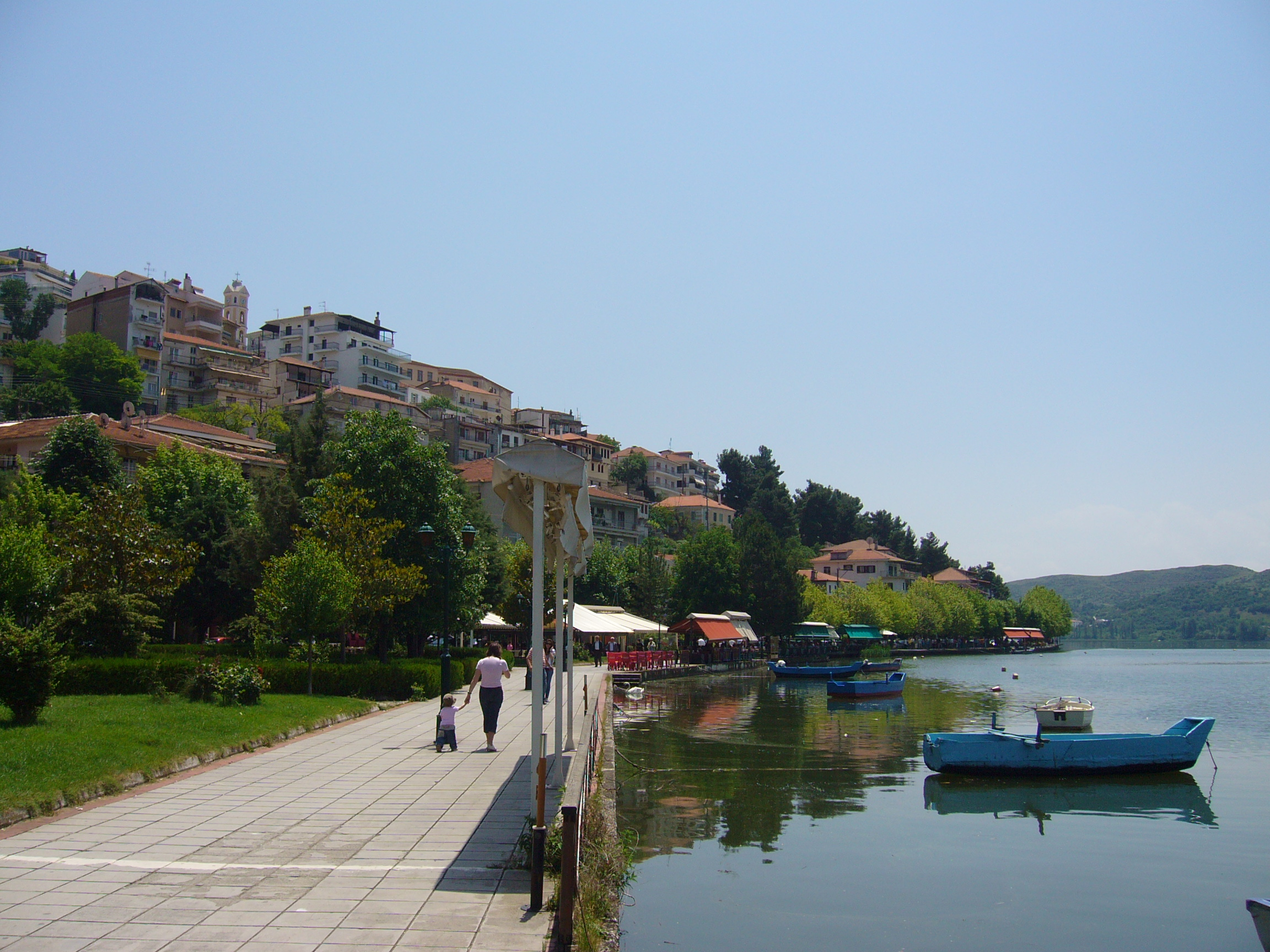

| 年份 | 同名城镇 | 同名市区 | 整个市镇 |
| ---- | -------- | -------- | -------- |
| 1981 | 20,660   | –        | –        |
| 1991 | 14,775   | –        | –        |
| 2001 | 14,813   | 16,218   | –        |
| 2011 | 13,387   | 16,958   | 35,874   |
| 2021 | 12,548   | 16,393   | 33,095   |